# Ratovi dviju ruža
Ratovi dviju ruža, vođeni između 1455. i 1485. godine, bili su isprekidan građanski rat koji se vodio oko engleskog prijestolja između sljedbenika kuće Lancastera i kuće York. Obje kuće bile su ogranak kraljevske kuće Plantagenet, vukući svoje podrijetlo od engleskog kralja Edvarda III. (1327. – 1337.).
Naziv Ratovi dviju ruža nije bio korišten u to vrijeme, ali njegov naziv nastao je naknadno jer su se suprotstavljene strane u ratu predstavljale ružama crvene i bijele boje. Crvena boja ruže je bila boja kuće Lancaster, a bijela boje ruže je bila boja kuće York. Naziv je ušao u opću uporabu tijekom 16. stoljeća na temelju scene iz Shakespeareove (1564. – 1616.) drame ‘’Henrik VI.’’ gdje suprotstavljene strane u drami odaberu različito obojene ruže. Iako su se ruže povremeno koristile kao simboli tijekom rata, ipak se većina sudionika služila grbovima svojih feudalaca.
U Ratovima dviju ruža sudjelovalo je zemljoposjedničko plemstvo i vojska njihovih vazala. Biti pobornik jedne od zavađenih kuća omnogome je ovisilo o bračnim ili rodbinskim vezama između obitelji, obećanim feudalnim titulama i dodjelama zemljoposjeda. Tako je vođa kuće Lancaster jedno vrijeme imao titulu grofa od Richmonda, a vođa kuće York titulu grofa od Cambridgea. Kuća Lancaster većinu je saveznika našla na sjeveru i zapadu zemlje, dok je Yorku potpora stizala uglavnom s juga i istoka.

## Uzroci sukoba
Uzroci sukoba nalazili su se u suparništvu između dviju ogranaka dinastije Plantagenet, dviju dinastičkih kuća Lancaster i York, a koje je počelo padom engleskog kralja Rikarda II. kojeg je s vlasti srušio njegov bratić Henry Bolingbroke, vojvoda od Lancastera, 1399. godine, a koji je bio unuk Edvarda III. po njegovom trećem sinu Johnu od Gaunta. Kako je krunu Edvarda III. trebao prema redu prvenstva naslijediti drugi sin Lionel, vojvoda od Clarencea, pobornici kuće York smatrali su da, po toj osnovi, kući York pripada jače pravo na englesko prijestolje. Stoga je pravo Henryja Bolingbrokea (kasnije okrunjenog kao Henrik IV.) na englesko prijestolje, prema mišljenju pobornika kuće York, stajalo na vrlo slabim temeljima. Vladavinu Lancastera pobornici Yorka su trpili sve dok na vlast nešto kasnije nije došao izrazito nepopularani i duševno bolesni kralj Henrik VI. Međutim, unutar tog razdoblja bilo je nekoliko ustanaka, koji su suzbijeni, a u kojima su Yorkisti isticali svoje pravo na krunu.

## Počeci sukoba
Kada je 1413. umro kralj Henrik IV. naslijedio ga je njegov sin i nasljednik Henrik V. koji je bio veliki vojnik i koji je postigao velike vojne uspjehe protiv Francuske u Stogodišnjem ratu koji su ga učinili popularnim vladarom, što mu je omogućilo da ojača položaj Lancastera u odnosu na kuću York.
Henrik V. vladao je kratko, a 1422. naslijedio ga je duševno bolesni i nesposobni sin Henrik VI. koji je bio okruženim nepopularnim regentima i savjetnicima. Najpoznatiji među njima su bili Edmund Beaufort, drugi vojvoda Somerseta i William de la Pole, prvi vojvoda od Suffolka, koji je bio okrivljen za loše vođenje vojnih operacija protiv Francuske u Stogodišnjem ratu.
Tijekom vladavine Henrika VI., svi raniji teritorijalni dobitci i engleske vojne pobjede u Francuskoj (za vrijeme Henrika V.) bile su anulirane i izgubljene. Henrika VI. se doživljavalo kao slabog i neučinkovitog kralja. Povrh toga, on je patio od povremenih nastupa duševne bolesti koju je vjerojatno naslijedio od svoga djeda Karla VI., kralja Francuske. Kako su pripadnici kuće York smatrali da je Henrik VI. nesposoban za vladavinu počeli su postavljati pitanje njegova legitimiteta kao kralja i isticati svoje pravo na krunu po osnovi podrijetla od već spomenutog Lionela od Clarencea, drugog sina kralja Edvarda III. Plantageneta.
Neslaganja na dvoru odražavala su se u cijeloj državi, gdje je jačao partikularizam plemstva, a plemenitaške obitelji ulazile su u sukobe zbog privatnih zavada pri čemu su određene obitelji jačale i pokazivale sve manje poštovanja prema dvoru i vlasti kralja. To doba je upamćeno po mnogim osobnim ratovima vođenim među obiteljima što je stvorilo anarhičnu situaciju u zemlji i u konačnici pobunu protiv Henrika VI. U ove zavade osobito su bili uključeni vojnici poražene engleske vojske u Francuskoj.
Rastuće društveno nezadovoljstvo, otimanje hrane stanovništvu od strane plemića s privatnim vojskama, te korupcija na Henrikovom dvoru stvorili su sazrelu klimu za izbijanje građanskog rata.
Tijekom 1453. Henrik je trpio prvi od nekoliko nastupa duševne bolesti, pa je slijedom novonastale situacije imenovano Regentsko vijeće, na čelu s moćnim i popularnim Rikardom Plantagenetom, vojvodom od Yorka kao Lordom Protektorom. Rikard je uskoro politički i fizički pasivizirao Lancastere na dvoru. Nakon što se Henrik 1455. oporavio, Rikard je istjeran s dvora na nagovor Henrikove žene Margarete Anžuvinske.

## Oružani sukobi
Kako je Henrik VI. bio neučinkovit i slab vođa, moćna, energična i agresivna kraljica Margaret Anžuvinska postala je de facto vođa lancasterskog klana. Margareta je izgradila savez protiv Rikarda od Yorka koji je bio prisiljen vojno mu se suprotstaviti, što je dovelo 1455. do prve bitke u ratu dviju ruža, prve bitke kod St. Albansa koja je označila početak glavnog razdoblja oružanog sukoba u Ratovima dviju ruža između 1455. i 1489.
Rikard, vojvoda od Yorka vodio je male vojne snage prema Londonu i s Henrikovim snagama susreo se kod St.Albansa, sjeverno od Londona. 22. svibnja 1455. gdje se odigrala relativno mala prva bitka kod St.Albansa, ali je bila prvi otvoreni sukob građanskog rata. Cilj Rikarda je bio tobože ukloniti “loše Henrikove savjetnike”. Rezultat je bio lancasterski poraz. Nekoliko istaknutih lancasterskih vođa je poginulo, a kuća York i njihovi saveznici vratili su svoj utjecaj, i neko vrijeme se činilo da su obje sukobljene strane šokirane bitkom koja se odigrala i činili su sve da bi se pomirile nastale političke razlike. 
U trenucima kada je Henrik trpio drugi nastup svoje duševne bolesti, Yorkisti su ponovo imenovali Lorda Protektora, a Margareta je bila gurnuta po strani zaokupljena skrbi i njegom za svoga muža. Nakon prve bitke kod St.Albansa kompromis između sukobljenih strana imao je određeni uspjeh, a Yorkisti su do Henrikovog oporavka imali dominantnu ulogu u regentskom vijeću.
No problemi koji su uzrokovali sukob uskoro su se ponovno pojavili, a osobito narazjašnjeno pitanje tko će naslijediti Henrika na prijestolju, Rikard, vojvoda od Yorka ili Henrikov sin Edvard. Margareta je odbijala prihvatiti bilo koje rješenje koje bi njezinu sinu oduzelo pravo na nasljedstvo. Samo vojna premoć kuće York održavala je status quo na dvoru. No, gospodarske poteškoće i loš položaj na vanjskopolitičkom planu učinili su svoje. Kralj i kraljica, da bi zaštitili svoju poziciju, prvi puta su u engleskoj povijesti uveli su novačenje u vojsku. U međuvremenu yorkistu Rikardu Nevilleu, grofu od Warwicka (kasnije nazvanom "Kingmaker") rasla je popularnost u Londonu, naročito kod snažno rastućeg trgovačkog staleža.
Neprijateljstva su se nastavila 23. rujna 1459., u bitci kod Blore Heatha u Staffordshireu, kada velika lancasterska vojska nije uspjela spriječiti Yorkiste predvođene lordom Salisburyjem da se spoje s drugim snagama Yorka u Dvorcu Ludlow.
Dvadesetak dana poslije odigrala se sljedeća bitka kod Ludford Bridgea u kojoj su snage Lancastera odnijele pobjedu. Rikard od Yorka, Salisbury i grof od Warwicka su nakon bitke morali pobjeći prema Calaisu. Kuća Lancaster je tada potpuno preuzela sveukupnu kontrolu, a Yorkisti su između 1459. i 1460. počeli seriju napada iz pravca Calaisa na englesku obalu izazivajući pri tome kaos i nered.
1460. Rikard od Yorka, Salisbury i Warwick izvršili su invaziju Engleske, i brzo našli saveznike u Kentu i Londonu, gdje su i ranije uživali široku podršku. U nakanama ih je podržao i papinski izaslanik, te su tako ohrabreni i vojno ojačani marširali na sjever. Henrik VI. je vodio vojsku na jugu dok je Margareta sa sinom princom Edvardom ostala na sjeveru. Bitka kod Northamptona koja se odigrala 10. srpnja 1460. i pretrpljeni poraz bili su katastrofa za kuću Lancaster. Vojska Yorkista predvođena grofom od Warwicka, zbog izdaje u lancasterskim redovima, teško je porazila vojsku Lancastera, pri čemu je bio zarobljen kralj Henrik VI. i odveden kao zatvorenik u London Tower.

## Zakon o suglasju
Ohrabreni ovim velikim vojnim uspjehom, Yorkisti su sada otvoreno istakli svoje pravo na prijestolje. Vojska Yorkista ušla je u London na čelu s Rikardom od Yorka s ceremonijom koja je obično priličila vladaru. Parlament se bio okupio i Rikard od Yorka je istakao svoje pravo na prijestolje. Ali njegovi najveći saveznici lordovi Warwick i Salisbury nisu se slagali s njegovim zahtjevom parlamentu. Oni u ovom trenutku nisu imali namjeru potpuno ukloniti Henrika nego ukloniti samo njegove utjecajne savjetnike iz klana Lancaster.
Sljedeći dan Rikard od Yorka je kao dokaz svojeg prava iznio detaljna rodoslovlja svoje obitelji koja upućuju na to da on vuče podrijetlo od Lionela od Clarencea, drugog sina Edvarda III. Parlament je pristao uzeti u razmatranje njegov zahtjev, ali je ipak izglasao da Henrik VI. treba ostati kralj. Kompromis je postignut u listopadu 1460. donošenjem Zakona o suglasju (Act of Accord), koji je propisao da će nakon Henrikove smrti Rikard od Yorka naslijediti krunu te je oduzeo pravo nasljedstva Henrikovu sinu Edvardu. Rikard od Yorka je prihvatio ovaj kompromis.  On mu je dao mnogo od onoga što je i sam tražio, a osobito je bilo važno da je za Henrikova života dobio položaj Zaštitnika kraljevstva (Protector of the Realm) što mu je davalo moć upravljanja u Henrikovo ime. Henrikova žena Margareta je zajedno sa sinom Edvardom bila izgnana iz Londona. ‘’Zakon o suglasju’’ je bio neprihvatljiv za pobornike Lancastera, koji su se okupili oko Margarete te na sjeveru Engleske okupljali veliku vojsku.
Rikard od Yorka zajedno s lordom Salisburyjem napustio je potkraj 1460. London kako bi utvrdio svoje položaje prema lancasterskim snagama na sjeveru, koncentrirajući se blizu grada Yorka. Rikard od Yorka je predvodio obrambene položaje pored dvorca Sandal blizu Wakefielda na Božić 1460. Iako lancasterska vojska predvođena Margaretom brojem dvostruko nadmašivala Rikardove snage 30. prosinca 1460., Rikard je zapovijedio napuštanje dvorca i napad svim snagama. Njegova vojska u bitci je razdvojena i potpuno poražena. Ova bitka je kasnije nazvana Bitkom kod Wakefielda. Rikard od Yorka, Salisbury i mlađi Rikardov 17-godišnji sin poginuli su u bitci. Margareta je zapovijedila da se glave sve trojice istaknu na ulazu u York.

## Edvard IV.
Zakon o suglasju i događaji kod Wakefielda su 18-godišnjeg Rikardova najstarijeg sina Edvarda, grofa od Marcha, učinila vojvodom od Yorka i prijestolonasljednikom. Salisburyja je naslijedio grof od Warwicka kao najveći zemljoposjednik u Engleskoj. 
Margareta je nakon tih događaja otputovala u Škotsku pregovarati o mogućoj škotskoj pomoći. Marija, kraljica Škotske je pristala vojno pomoći Margareti pod uvjetom određenih teritorijalnih koncesija i pod uvjetom udaje njezine kćeri za Henrikovog i Margaretinog sina Edvarda. Margareta je pristala na te uvjete.
Edvard od Yorka je u međuvremenu pristigao sa svojom vojskom iz Walesa i porazio vojsku Lancastera u bitci kod Mortimer’s Crossa u Herefordshireu. Margaret se sa svojom vojskom kretala prema jugu uz put pljačkajući i pustošeći zemlju. U Londonu grof od Warwicka nije uspio prikupiti vojsku za sukob s Margaretom, te joj se bez Edvarda nije mogao suprotstaviti nadomak Londona u drugoj bitci kod St.Albansa. Margareta je u toj bitci izvojevala glatku i po svemu sudeći presudnu pobjedu nad snagama Yorka. Snage Yorka su pobjegle i napustile London te iza sebe ostavile čak i zatočenog kralja Henrika VI., kojeg su neozlijeđenog pronašli pod jednim drvetom. 
Kako su snage Lancastera napredovale prema jugu, u Londonu je rastao strah od odmazde, a glasine da će grad biti opljačkan su se širile gradom. Stanovništvo Londona zatvorilo je gradske ulaze i odbilo Margaretinoj vojsci dostaviti hranu, pa je uslijedila pljačka okolnih krajeva, Hertfordshirea i Middlesexa.
U međuvremenu Edvard od Yorka je napredovao prema Londonu sa zapada gdje je bio udružio snage s poraženim grofom od Warwicka što je koincidiralo s Margaretinim povlačenjem prema Dunstableu. 
To je omogućilo Edvardu od Yorka i grofu od Warwicka da uđu s vojskom u London gdje su bili oduševljeno dočekani te opskrbljeni opremom i novcem. 
Nakon smrti njegova oca Rikarda i mlađeg brata u bitci kod Wakefielda i nakon ulaska u London Edvardovi apetiti su se povećali i on je za sebe počeo zahtijevati englesku krunu bez ikakvih uvjeta. Edvard je sada trebao neki autoritet koji će potvrditi njegove aspiracije, pa je londonski biskup tražio od stanovnika Londona mišljenje o tome na što su navodno stanovnici Londona odgovorili aklamacijom i povicima “Kralj Edvard!”. To je ubrzo potvrdio i Parlament pa je Edvard bio neslužbeno okrunjen u žurno pripremljenoj ceremoniji u Westminsterskoj opatiji uz veliko slavlje. Osnovni argument Parlamenta za prihvaćanje Edvarda za kralja je bilo to što se Margareta pobunila protiv zakonitog nasljednika krune, pokojnog Rikarda od Yorka, pa je stoga bio prekršen Zakon o suglasju. Ali situacija na terenu je nalagala Edvardu da će svoju krunidbu morati potvrditi na bojnom polju.
Stoga su Edvard i grof od Warwicka krenuli na sjever, predvodeći veliku vojsku i kod Towtona se susreli s isto tako impresivno velikom lancasterskom vojskom predvođenom kraljicom Margaretom. Bitka kod Towtona, pokraj Yorka, bila je do tada najveća bitka Ratova dviju ruža. Procjenjuje se da je u bitci sudjelovalo 40.000 – 80.000 ljudi i u jednom danu (koliko je bitka trajala) poginulo je preko 20.000 ljudi. U bitci kod Towtona pobjedu su izvojevali Edvard i njegova vojska. Vojska Lancastera bila je desetkovana a većina njihovih vojskovođa je poginula. Henrik VI. i njegova žena Margareta koji su za vrijeme bitke bili u Yorku, kada su čuli za rezultat bitke pobjegli su na sjever. Većina lancasterskih plemića prisegnula je na vjernost Edvardu. Nakon bitke Edvard je krenuo prema Yorku gdje su još uvijek bile istaknute odsječene glave njegova oca i mlađeg brata koje je zamijenio glavama omrznutih lancasterskih vođa.

## Bijeg Henrika VI. i vladavina Edvarda IV.
Henrik i Margareta pobjegli su prema Škotskoj gdje su ih primili na dvoru Jakova III., odakle su neuspješno pokušali napad na Carlislea kasnije iste godine.
Službena krunidba Edvarda IV. dogodila se u mjesecu lipnju 1461. gdje je oduševljeno prihvaćen kao novi kralj Engleske. Edvard IV. je nakon toga vladao u relativnom miru sljedećih desetak godina.
Godine 1464. došlo je prvih ustanaka poraženih lancasterskih plemića. Da bi ih suzbio Edvard IV. je morao angažirati znatne snage. Najjači sukobi odigrali su se u bitkama kod Hedgeley Moora 25. travnja i kod Hexhama 15. svibnja u kojima su Edvardove snage izvojevale pobjede. Oba neuspješna ustanka bila su pod vodstvom Johna Nevillea, prvog markiza od Montagua, inače brata velikog Edvardovog saveznika, grofa od Warwicka.
Godine 1465. na sjeveru, Edvard IV. je uspio zarobiti svog prethodnika Henrika VI., zatočio ga u London Tower i postupao s njim prilično blago.
Razdoblje od 1467. do 1470. je bilo označeno zahlađenjem odnosa i političkim sukobom između Edvarda i njegovog mentora i dotadašnjeg saveznika, moćnog Rikarda Nevillea, grof od Warwicka, zvanog "Kingmaker". Bilo je nekoliko uzroka za ovaj sukob a jedan je bio što se Edvard 1464. potajno, (protivno grofovim savjetima i željama da oženi pripadnicu francuske kraljevske obitelji iz razloga savezništva s Francuskom), oženio s udovicom Elizabetom Woodville, te omogućio rođacima svoje nove supruge veliki utjecaj na vlast, čak dajući prednost na dvoru Woodvilleovima pred Warwickom. Drugi faktori za ovaj sukob bili su Edvardovo poticanje savezništva s Burgundijom a ne s Francuskom te nevoljkost Edvarda da omogući kćerima grofa od Warwicka da se udaju za Edvardovu braću Georgea i Rikarda. Nadalje, Edvardova opća popularnost je u to doba već polako iščezavala zbog uvođenja viših poreza te narasle korupcije i bezakonja.
Godine 1469. grof od Warwicka urotio se protiv Edvarda i dobrog saveznika u tome našao je u Edvardovom ljubomornom bratu Georgeu. Oni su okupili vojsku nezadovoljnika koja je Edvarda IV. porazila u bitci kod Edgecote Moora. Pri tome je Edvard zarobljen i zatočen u dvorcu Middleham u Yorkshireu. Grof od Warwicka je, prethodno ga zarobivši, zapovijedio pogubljenje kraljičina oca, Rikarda Woodville, prvog grofa Riversa. Nakon toga prisilio je Edvarda da sazove parlament u Yorku na kojem će Edvard biti proglašen nezakonitim kraljem, a krunu bi preuzeo Edvardov brat George, vojvoda od Clarencea, u zemlji u kojoj su vladali metež i anarhija. Edvard IV. je u međuvremenu uspio pozvati na lojalnost svoga brata Rikarda, vojvodu od Gloucestera i veliku većinu plemića. Rikard je okupio značajnu vojsku, porazio grofa od Warwicka u bitci kod Losecote Fielda 12. ožujka 1470. i na čelu vojske oslobodio Edvarda iz zatočeništva.

## Kratki povratak Henrika VI. na vlast
Grof od Warwicka i Edvardov brat George, vojvoda od Clarencea su oglašeni izdajnicima i bili su prisiljeni pobjeći u Francusku. U međuvremenu je, 1470. godine, Henrikova žena Margareta vršila pritisak na francuskog kralja Luja XI. da joj pomogne izvršiti invaziju na Englesku i vratiti Henrika VI. na prijestolje. 
Luj XI. je predložio savez između, do tada najvećih neprijatelja, grofa od Warwicka i Margarete, čemu su se u početku opirali ali na kraju pristali. Margareta se nadala vratiti sina Edvarda na prijestolje a grof se nadao vladati pomoću Henrika VI. kao marionete. Čak je i dogovoren brak između mladog Eduarda i grofove kćeri. Rezultat dogovora bilo je uključivanje Francuske u sukob i invazija Engleske u jesen 1470.
Eduard IV. nije bio vojno spreman za tako veliku invaziju i bio je prisiljen pobjeći nakon što su ga izdali ključni saveznici te podržali grofa od Warwicka. Eduard IV. i njegov brat Rikard, vojvoda od Gloucestera, pobjegli su u Nizozemsku, a nakon toga u Burgundiju. Plan Margarete i grofa od Warwicka bio je pred ostvarenjem. Henrik VI. je kao osloboditelj prošao ulicama Londona i u listopadu 1470. ponovno vraćen na prijestolje. Eduard IV. i Rikard oglašeni su izdajnicima.

## Povratak Eduarda IV.
No uspjeh grofa od Warwicka je bio kratkotrajan. Precijenivši svoje mogućnosti, predložio je francuskom kralju Luju XI. zajednički napad na Burgundiju u kojoj je bio Edvard IV. Međutim Karlo Burgundski, koji je bio Edvardov šogor i njegov domaćin u Burgundiji, iskrcao se s Edvardom u Engleskoj te u bitci kod Barneta 14. travnja 1471. porazio grofa Warwicka, a preostale je lancasterske snage porazio i potpuno raspršio u bitci kod Tewkesburyja, 4. svibnja 1471. u kojoj je poginuo i Henrikov sin Edvard, lancasterski prijestolonasljednik. Edvard IV. je ubrzo dao pogubiti Henrika VI. (21. svibnja 1471.)
Povratak na vlast Edvarda IV. 1471. godine bio je kraj jedne faze građanskog rata. Mir je bio obnovljen te je stvorena određena stabilnost, ali kada je on naglo umro 1483., politički i dinastički sukobi i metež ponovno su se razbuktali.

## Rikard III.
Naime, u vrijeme njegove preuranjene smrti, njegov nasljednik i sin, Edvard V. je bio star samo 12 godina, pa je došlo do sukoba oko toga tko će upravljati zemljom kao regent mladog kralja. S jedne strane svoje pravo isticala je obitelj kraljeve majke Woodville (koja je među plemstvom smatrana skorojevićkom obitelji), a s druge strane svoje pravo istaknuo je brat pokojnog Edvarda IV. Rikard, vojvoda od Gloucestera, koji je tvrdio da mu je pravo Lorda protektora namijenio na samrtnoj postelji brat Edvard.
Uz pomoć Williama Hastingsa i Henryja Stafforda, vojvode od Buckinghama, Rikard je oteo Woodvilleima mladog kralja Edvarda V. te ga zarobio i zatočio u London Toweru, gdje mu se nešto kasnije pridružio i mlađi brat, 9-godišnji Rikard. Uz pomoć Henryija Stafforda, vojvode od Buckinghama (koji je imao osobni i obiteljski sukob s Edvardovom majkom Elizabethom Woodville) Rikard je pred Parlamentom pokrenuo postupak kojim je želio dokazati da njegov nećak nema legitimitet naslijediti englesku krunu. 25. lipnja 1483. godine Parlament je proglasio mladog Edvarda V. i njegovog mlađeg brata Rikarda, (ostala djeca bila su ženskog spola), nelegitimnim nasljednicima krune, jer je dokazano da je Rikardov pokojni brat Edvard IV., prije nego što se oženio s Elizabetom Woodwille već bio oženjen s Lady Eleanor Butler, pa je stoga brak s Elizabeth bio nevaljan i djeca rođena u tom braku nezakonita. Kako su druga Rikardova braća umrla prije pokojnog Edvarda IV., Rikard je bio jedini zakoniti nasljednik krune jer nije imao protukandidata za prijestolje. Zatočeni mladi kralj Eduard V. i njegov brat Rikard (znani kao Prinčevi iz kule) nikada više nisu viđeni. Najvjerojatnije su ubijeni, a za što se optuživalo Rikarda i vojvodu od Buckinghama, ali bez dokaza, što je ostalo kao jedna od najvećih enigmi u engleskoj povijesti. Rikard se, slijedom navedenih događanja, dao 6. srpnja 1483. okruniti za engleskog kralja pod imenom Rikard III.
Rikarda III. su smatrali jednim od najboljih vojnih zapovjednika na strani Yorka pa su ga zbog toga lakše prihvatili jer su držali da će zbog svojih sposobnosti i energičnosti moći održati kuću York na vlasti, prije nego mladi Edvard V. i Regentsko vijeće.

## Henrik Tudor
Lancasterski pobornici su, s druge strane, sve svoje nade polagali na Henrika Tudora, čiji je otac Edmund Tudor bio nezakoniti polubrat Henrika VI., a potjecao je iz velške obitelji Tudor iz Penmynydda. Edmund Tudor bio je za života oženjen Henrikovom majkom Margaretom Beaufort, nasljednicom bočne srodničke linije klana Lancaster koja vuče podrijetlo od Johna od Gaunta, drugog sina Edvarda III.
Novi vođa kuće Lancaster Henrik Tudor se, kako bi ugrozio Rikarda III., obratio za prvo za pomoć Franji II, vojvodi od Bretanje koji mu je pomogao u prvom, neuspješnom pokušaju invazije na Englesku u kojem je Rikard III. Henrikove snage odbacio nazad. U tome trenutku Henrik Tudor obratio se za pomoć Francuskoj kako bi opskrbio svoje snage dodatnom vojskom i opremom za novi pokušaj invazije na Englesku u kolovozu 1485.
Henrik Tudor se iskrcao s vojskom od nekih 5.000 vojnika na englesko tlo. Pojačan snagama odanim klanu Lancaster u samoj Engleskoj, 22. kolovoza 1485. u bitci kod Boswortha teško je porazio i ubio na bojnom polju Rikarda III., kojeg su u ključnom trenutku izdali najvjerniji saveznici. Ovom bitkom poražena je kuća York.
Henrik Tudor se silom vojne pobjede okrunio za kralja Engleske pod imenom Henrik VII. Ubrzo je uznastojao ojačati svoj položaj sklopivši godine 1486. brak s kćerkom Edvarda IV., Elizabetom od Yorka (bez obzira na to što su odlukom Parlamenta za vrijeme Rikarda III. sva djeca Edvarda IV. oglašena nezakonitom) čime je pridobio na svoju stranu mnoge pripadnike klana York ili je barem otupio oštricu njihove borbenosti. Time je simbolično ponovno sjedinio dvije suparničke kraljevske kuće, stapajući Lancastersku ružu crvene boje i bijelu boju ruže Yorka u novu Tudorsku ružu crvene i bijele boje. 
Mnogi povjesničari smatraju dolazak na vlast Henrika VII. krajem Ratova dviju ruža, dok ostali dokazuju da su Ratovi dviju Ruža konačno završeni tek s bitkom kod Stokea godine 1487. u kojoj je Henrik VII., porazio Lamberta Simnela, samozvanog pretendenta na englesko prijestolje koji je svoj zahtjev, zbog fizičke sličnosti, potkrijepljivao tvrdnjom da je on unuk grofa od Warwicka (zvanog "Kingmaker"), pa bi time, u tome trenutku, bio jedini kandidat kuće York za prijestolje. Plan pretendenta je bio raskrinkan od samog početka, jer mladi je grof bio živ i u Henrikovom zatočeništvu. Stoga je bilo općepoznato da je Simnel obični šarlatan. Nakon što je bio poražen, Simnela je Henrik VII. pomilovao i poslao da radi u dvorskoj kuhinji. Još jedna, doduše manja pobuna, ugrožavala je Henrika i to ona Perkina Warbecka koji se 1491. izdavao za Rikarda, mlađeg sina Edvarda IV. i jednog od "Prinčeva iz kule". Njega je 1499. godine Henrik zarobio i dao pogubiti.
Kraj Ratova dviju ruža doveo je do konačnog i nepovratnog pada dinastije Plantagenet s povijesne engleske scene te do inauguriranja nove dinastije Tudor koja će dinastički obilježiti naredni period engleske povijesti. Rat je imao katastrofalne posljedice za tada već opadajući utjecaj Engleske u Francuskoj jer su teritorijalni gubitci doveli do toga da je u engleskoj vlasti ostao još samo grad Calais s okolicom isključivo zahvaljujući činjenici što su u njemu prebivali isključivo Englezi. 
Henrik VII. je tijekom svoje vladavine oštro suzbijao sve partikularističke težnje visokog plemstva i te je nastojao, vrlo uspješno, smanjivanjem opskrbe i naoružavanja, onemogućiti jačanje privatnih plemićkih vojski vazala koje su, u najvećoj mjeri i generirale sukobe tijekom Ratova dviju ruža. Uveo je čvrst sustav rješavanja međusobnih plemićkih prijepora autoritetom vladara i njegovih odluka.

## Posljedice
Surovost i velika stradavanja u ratovima dviju ruža ostavila su teške i traumatske posljedice u engleskom društvu što je omogućilo Henriku VII. da, djelujući mirotvorno, uguši nove pojave pobune i donese toliko željeni mir Engleskoj. Posljedice rata manje su se odrazile na stalež trgovaca i druge staleže koji su živjeli od svoga rada jer su se bitke odvijale uglavnom u manje naseljenim dijelovima zemlje, a sve iz razloga što bi obje strane, vodeći rat u naseljenim područjima, naštetile samima sebi i imale što izgubiti, pa su tražile rješenje sukoba kroz brze i nesmiljene bitke među vojskama.
Doba Ratova dviju Ruža, čiji su rezultat bile velike žrtve među plemstvom, bilo je doba velikih društvenih promjena u feudalnoj Engleskoj. Ovo razdoblje je oslabilo utjecaj Engleske na kontinentalni dio Europe, slabilo je snagu i utjecaj plemstva i jačalo druge staleže u društvu kao na primjer sve jači trgovački stalež. 
Ono je navijestilo kraj srednjovjekovnog razdoblja u Engleskoj i početak novog vijeka i renesanse.

## Bitke ratova dviju ruža
- Prva bitka kod St.Albansa –  22. svibnja 1455. (Pobjeda Yorka )
- Bitka kod Blore Heatha – 23. rujna 1459. (Pobjeda Yorka )
- Bitka of Ludford Bridgea – 12. listopada 1459. (Pobjeda Lancastera )
- Bitka kod Northamptona – 10. srpnja 1460. (Pobjeda Yorka )
- Bitka kod Wakefielda - 30. prosinca 1460. (Pobjeda Lancastera )
- Bitka kod Mortimer's Crossa - 2. veljače 1461. (Pobjeda Yorka )
- Druga bitka kod St.Albansa - 22. veljače 1461. (Pobjeda Lancastera )
- Bitka kod Towtona – 29. ožujka 1461. (Pobjeda Yorka )
- Bitka kod Hedgeley Moora - 25. travnja 1464. (Pobjeda Yorka )
- Bitka kod Hexhama - 15. svibnja 1464. (Pobjeda Yorka )
- Bitka kod Edgecote Moora - 26.srpnja 1469. (Pobjeda Lancastera )
- Bitka kod Losecote Fielda - 12. ožujka 1470. (Pobjeda Yorka )
- Bitka kod Barneta - 14. travnja 1471. (Pobjeda Yorka )
- Bitka kod Tewkesburyja - 4. svibnja 1471. (Pobjeda Yorka )
- Bitka na Bosworthskom polju - 22. kolovoza 1485. (Pobjeda Lancastera )
- Bitka kod Stokea - 16. lipnja 1487. (Pobjeda Lancastera )